# Jhon Cagua
Jhon Cagua (* Esmeraldas, Ecuador, 25 de septiembre de 1979). Es un exfutbolista ecuatoriano y entrenador de fútbol. Su actual club es el Potros del Este de la Primera División de Panamá.

## Clubes

### Como jugador
| Club                 | País      | Año       |
| -------------------- | --------- | --------- |
| CS Patria            | Ecuador   | 1987-1996 |
| Imbabura             | Ecuador   | 1997      |
| Espoli               | Ecuador   | 1997      |
| Emelec               | Ecuador   | 1998      |
| Deportivo Quito      | Ecuador   | 1999      |
| Barcelona SC         | Ecuador   | 2000      |
| Emelec               | Ecuador   | 2001      |
| Espoli               | Ecuador   | 2002      |
| Deportivo Cuenca     | Ecuador   | 2003      |
| Esmeraldas Petrolero | Ecuador   | 2003      |
| Deportivo Cuenca     | Ecuador   | 2004      |
| Emelec               | Ecuador   | 2005      |
| Santa Rita           | Ecuador   | 2005      |
| El Nacional          | Ecuador   | 2006-2007 |
| Deportivo Quito      | Ecuador   | 2008      |
| Centro Juvenil       | Ecuador   | 2009      |
| Haka Valkeakoski     | Finlandia | 2009-2010 |
| Rocafuerte SC        | Ecuador   | 2010      |
| Águilas              | Ecuador   | 2011      |
| Imbabura             | Ecuador   | 2011      |

### Como entrenador
| Club                    | País    | Año           |
| ----------------------- | ------- | ------------- |
| Rocafuerte SC           | Ecuador | 2013          |
| Esmeraldas Petrolero    | Ecuador | 2014          |
| Club Deportivo Brasilia | Ecuador | 2017-2018     |
| Esmeraldas FC           | Ecuador | 2019          |
| Portoviejo FC           | Ecuador | 2020-2022     |
| CD Everest              | Ecuador | 2023          |
| Potros del Este         | Panamá  | 2023-presente |

## Palmarés

### Como jugador
| Título  | Club             | País    | Año  |
| ------- | ---------------- | ------- | ---- |
| Serie A | Emelec           | Ecuador | 2001 |
| Serie A | Deportivo Cuenca | Ecuador | 2004 |
| Serie A | El Nacional      | Ecuador | 2006 |
| Serie A | Deportivo Quito  | Ecuador | 2008 |

### Como entrenador
| Título                   | Club          | País    | Año  |
| ------------------------ | ------------- | ------- | ---- |
| Campeonato de Esmeraldas | Rocafuerte SC | Ecuador | 2013 |